# 1315 en santé et médecine
| Années de la santé et de la médecine : 1312 - 1313 - 1314 - 1315 - 1316 - 1317 - 1318    |
| Décennies de la santé et de la médecine : 1280 - 1290 - 1300 - 1310 - 1320 - 1330 - 1340 |

Cet article présente les faits marquants de l'année 1315 en santé et médecine.

## Événements
- Janvier et mars : Mondino de Liuzzi dissèque le cadavre de deux femmes, selon son propre témoignage publié en 1316 dans l'Anathomia.
- Fondation de l'hôpital Saint-Jean et Saint-Paul à Gand, en Flandre[1].
- Fondation par Symond Potyn d'une léproserie à Rochester dans le Kent en Angleterre, établissement qui est à l'origine de l'actuel hôpital Sainte-Catherine (en)[2].
- Des bourses d'études sont accordées à des écoliers en médecine du collège de Bayeux, à Paris[3].
- 1315-1317 : grande famine en Europe[4].
- 1315-1318 : fondation de l'hôpital Sainte-Marie (Hospital of St. Mary in the Horsefair) à York en Angleterre[5].

## Naissance
- Vers 1315-1320[6] : Jean de Guistry (mort en 1379), médecin des rois de France Jean II et Charles V, de Jeanne de Savoie, duchesse de Bretagne, et d'Amaury de Craon ; bienfaiteur et restaurateur du collège de Cornouailles à Paris[7].

## Décès
- 29 juin : Raymond Lulle (né vers 1232), philosophe, théologien et poète espagnol, auteur d'un ouvrage de médecine (Liber principiorum medicinae, 1274[8]), et du Testament de l'art chimique universel qui aborde, parmi d'autres  sujets de médecine ou de pharmacologie, la question des vertus thérapeutiques de l'alcool.